# Koilodepas ferrugineum
Koilodepas ferrugineum är en törelväxtart som beskrevs av Joseph Dalton Hooker. Koilodepas ferrugineum ingår i släktet Koilodepas och familjen törelväxter. IUCN kategoriserar arten globalt som akut hotad. Inga underarter finns listade i Catalogue of Life.